# Penny Marshall

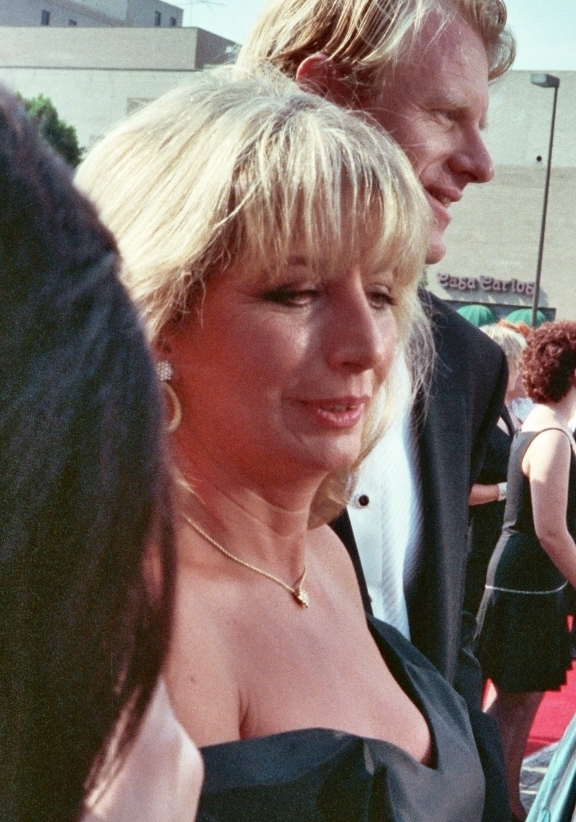
Marshall mit Ed Begley bei der Emmy-Verleihung 1988

Penny Marshall (* 15. Oktober 1943 als Carole Penelope Masciarelli im Stadtteil Bronx in New York City; † 17. Dezember 2018 in den Hollywood Hills, Los Angeles, Kalifornien) war eine US-amerikanische Schauspielerin, Filmregisseurin und Produzentin.

## Leben und Leistungen
Marshalls Vater Anthony Wallace Masciarelli war italoamerikanischer Abstammung, ihre Mutter Marjorie Irene Ward hatte englische und schottische Vorfahren. Penny Marshall absolvierte eine private Mädchenschule in New York City und studierte an der University of New Mexico. Ihr Bruder Garry Marshall (1934–2016) war ebenfalls ein erfolgreicher Regisseur.
Nachdem Marshall zunächst in einigen Fernsehwerbungen aufgetreten war, bekam sie Ende der 1960er-Jahre erste kleinere Rollen in Hollywood. Bekannt wurde sie durch ihre wiederkehrende Rolle als Oscars Sekretärin Myrna in der Sitcom Männerwirtschaft (The Odd Couple) zwischen 1972 und 1974. Ihren größten Erfolg hatte sie ab 1976 mit der von ihrem Bruder Garry Marshall produzierten Sitcom Laverne & Shirley, einem Ableger von Happy Days, in dem sie und Cindy Williams die titelgebenden Freundinnen spielten. Für ihre Darbietung wurde sie dreimal für einen Golden Globe als beste Serien-Hauptdarstellerin nominiert. In den USA war Laverne & Shirley mit insgesamt 178 Folgen bis zum Jahr 1983 ein riesiger Erfolg, im deutschsprachigen Raum wurde sie dagegen nie ausgestrahlt. Eine kleine Gastrolle spielte sie im Film 1941 – Wo bitte geht’s nach Hollywood (1979). Im Film Auf die harte Tour (1991) verkörperte sie die Agentin des von Michael J. Fox gespielten Filmstars Nick Lang.
Als Regisseurin debütierte Marshall bei einigen Folgen der Fernsehserie Laverne & Shirley. Beim Film Jumpin’ Jack Flash (1986) arbeitete sie mit Whoopi Goldberg und Jonathan Pryce zusammen, beim Film Big (1988) mit Tom Hanks, beim Film Eine Klasse für sich (1992) mit Geena Davis und nochmals mit Tom Hanks. Einen ihrer größten Erfolge hatte sie 1990 mit dem Filmdrama Zeit des Erwachens (1990) mit Robert De Niro und Robin Williams, das für den Oscar in der Kategorie Bester Film nominiert wurde. In ihrem Film Mr. Bill (1994) spielte Danny DeVito; in Unterwegs mit Jungs (2001) spielten Drew Barrymore und James Woods. Sie war die erste Regisseurin, die mit Big bei einem Film die Regie führte, der in den Kinos der USA über 100 Millionen US-Dollar einspielte.
Marshall produzierte Filme wie With Friends Like These … (1998) mit Adam Arkin, Laura San Giacomo und Beverly D’Angelo, Das Comeback (2005) mit Russell Crowe und Renée Zellweger oder Verliebt in eine Hexe (2005) mit Nicole Kidman.
Marshall war von 1961 bis 1963 mit Michael Henry verheiratet, von 1971 bis 1979 mit Rob Reiner. Ihre Tochter, die Schauspielerin Tracy Reiner, stammt aus der ersten Ehe. Penny Marshall starb im Dezember 2018 im Alter von 75 Jahren.

## Filmografie (Auswahl)

### Als Regisseurin
- 1986: Jumpin’ Jack Flash
- 1988: Big
- 1990: Zeit des Erwachens (Awakenings)
- 1992: Eine Klasse für sich (A League of Their Own)
- 1994: Mr. Bill (Renaissance Man)
- 1996: Rendezvous mit einem Engel (The Preacher’s Wife)
- 2001: Unterwegs mit Jungs (Riding in Cars with Boys)

### Als Produzentin
- 1990: Zeit des Erwachens (Awakenings)
- 1992: Eine Klasse für sich (A League of Their Own)
- 1994: Mr. Bill (Renaissance Man)
- 1996: Schwer verdächtig (Getting Away with Murder)
- 1998: With Friends Like These…
- 2005: Das Comeback (Cinderella Man)
- 2005: Verliebt in eine Hexe (Bewitched)

### Als Schauspielerin
- 1968: Die grausamen Sieben (The Savage Seven)
- 1968: Der türkisfarbene Bikini (How Sweet It Is!)
- 1972–1974: Männerwirtschaft (The Odd Couple; Fernsehserie, 27 Folgen)
- 1974: Zwei gegen den Rest der Welt (How Come Nobody’s on Our Side?)
- 1974–1975: Paul Sand in Friends and Lovers (Fernsehserie, 14 Folgen)
- 1976–1983: Laverne & Shirley (Fernsehserie, 178 Folgen)
- 1978: Mork vom Ork (Mork & Mindy; Fernsehserie, 1 Folge)
- 1979: 1941 – Wo bitte geht’s nach Hollywood (1941)
- 1985: Achtung, Dinosaurier! (Movers & Shakers)
- 1988: She is Having a Baby
- 1990: Die Simpsons (The Simpsons; Fernsehserie, 1 Folge, Stimme)
- 1991: Auf die harte Tour (The Hard Way)
- 1993: Hocus Pocus
- 1995: Schnappt Shorty (Get Shorty)
- 2004: Frasier (Fernsehserie, 1 Folge)
- 2005: Bones – Die Knochenjägerin (Fernsehserie, 1 Folge)
- 2011: Happy New Year (New Year’s Eve)
- 2013: Sam & Cat (Fernsehserie, 1 Folge)
- 2016: Mother’s Day – Liebe ist kein Kinderspiel (Mother’s Day)
- 2016: Odd Couple (Fernsehserie, 1 Folge)